# Henrique de Monpezat
Henrique de Monpezat (Copenhague, 4 de maio de 2009) é um membro da família real dinamarquesa por ser o primeiro filho do príncipe Joaquim da Dinamarca, com sua segunda esposa, Maria Cavallier. Ele é neto da rainha Margarida II e ocupa o nono lugar na linha de sucessão ao trono dinamarquês.   Henrique possui dois meio-irmãos mais velhos, Nicolau e Félix, frutos do primeiro casamento de seu pai, e uma irmã mais nova, Atena.

## Biografia

### Nascimento e batismo
Henrique Carlos Joaquim Alan (em dinamarquês: Henrik Carl Joachim Alain) nasceu às 04:57am do dia 4 de maio de 2009, no Rigshospitalet (Hospital Universitário de Copenhaga). Na ocasião, pesava 3,032kg e media 49cm. 
Tal como aconteceu com os seus irmãos e primos, o seu nome não foi revelado até o seu batismo, que teve lugar em 26 de julho de 2009, na Igreja de Møgeltønder, onde o seu irmão mais velho, Félix, também foi batizado.  Seu primeiro nome, Henrique, é uma homenagem a seu avô paterno, o Príncipe Consorte Henrique da Dinamarca. 
Ele teve como padrinhos a Princesa Herdeira Maria, esposa de seu tio Príncipe Herdeiro Frederico da Dinamarca; Charles Cavallier, seu tio paterno; e os amigos de seus pais Benjamin Grandet, Britt Davidsen Siesbye e Christian Scherfig.

### Educação
Em 11 de agosto de 2015, aos 6 anos de idade, o príncipe Henrique ingressou na Sct. Joseph Søstrenes Skole, em Ordrup, um distrito localizado em Copenhaga.  Após a mudança dos pais para Paris em 2019, ele passou a frequentar uma escola local. 

### Problemas de saúde
Em março de 2020, a Casa Real reportou que Henrique havia sido levado urgentemente de Paris a Copenhage para tratar problemas relacionados à asma, doença que o acomete desde que nasceu. Na época, inicialmente se chegou a cogitar que ele tivesse covid-19. 

## Direitos sucessórios e deveres oficiais
Apesar de estar na linha de sucessão ao trono dinamarquês, ele não tem direitos e deveres com a Casa Real e não tem, assim, direito a receber um salário do Estado.

## Títulos, estilos e honras
Quando nasceu, foi nomeado "Henrique, Príncipe da Dinamarca. Em 2008 sua avó concedeu a seus filhos e netos também o título de Conde e Condessa de Monpezat. Em setembro de 2022, sua avó decidiu que ele e seus três irmãos, a partir de 1º de janeiro de 2023, perderiam o título de "Príncipe" e "Princesa" e o direito ao tratamento de "Alteza Real".  

### Títulos e estilos
- 4 de maio de 2009 - 31 de dezembro de 2022: Sua Alteza, o Príncipe Henrique da Dinamarca, Conde de Monpezat
- 1º de janeiro de 2023 - presente: Sua Excelência, o Conde Henrique de Monpezat

### Honras
- 16 de abril de 2010: Medalha Comemorativa do 70° Aniversário de Sua Majestade a Rainha.
- 14 de janeiro de 2012: Medalha Comemorativa do Jubileu de Rubi de Sua Majestade a Rainha.
- 16 de abril de 2015: Medalha Comemorativa do 75° Aniversário de Sua Majestade a Rainha.